# Ferme Gauthier
La Ferme Gautier est une ancienne ferme agricole transformée en centre de détention et de torture pendant la guerre d'Algérie dans la commune de Souk El Had en Kabylie,,.

## Création
La ferme est fondée à partir de 1872 lorsque l'agriculteur Gautier  obtient une concession agricole à Souk El Had après la spoliation des terres des habitants locaux après la fin de la révolte Mokrani.
L'exploitation se spécialise dans la viticulture en plantant des vignes de Grand Noir de la Calmette pour la production de cépages destinés aux caves de fermentation dans le cadre du processus de vinification.
La plantation de vastes orangeraies au nord et à l'est de la ferme a permis de diversifier ses revenus agricoles tout en profitant de l'abondance de l'eau dans l'Oued Isser.

## Guerre d'Algérie
Après la révolution algérienne, a lieu une intensification des attaques algériennes contre les infrastructures françaises en Basse-Kabylie en 1956.
Les villages de Souk El Had sont alors encadrés par  Yahia Boushaki (1935-1960), un commissaire politique et moudjahid qui recrute des dizaines d'activistes déterminés à attaquer les fermes coloniales autour d'Oued Isser.
Le sabotage des équipements coloniaux effraie les agriculteurs et les citadins français, en particulier après que le chef de la cellule maquisarde Bouzid Boushaki (né en 1935) a posé une bombe dans le bureau de poste de Thénia (anciennement Ménerville).
Dans la région de Beni Aïcha, plusieurs fermes sont reconverties très vite en centres de détention et de torture clandestins. Ces centres sont supervisés par des colons, des pieds-noirs et des soldats français pour tenter de mater la révolution.

## Reconversion en centre de détention en 1956
La Ferme Gauthier est transformée en 1956 en un bâtiment pénitentiaire à l'intérieur duquel se trouvent des pièces étroites et fermées en béton. Ces pièces étaient initialiement destinées à la conservation du vin, et les Français les reconvertissent en cellules de prison. Elles constituent les vestiges de la brutalité des pratiques des soldats français envers les Algériens qui ont pris les armes face à l'occupation afin de retrouver la liberté.
Après la reconversion des salles viticoles, les salles de détention forcée, d'interrogatoire, de torture et d'assassinat à l'intérieur de cette ferme ont  abrité environ 200 détenus sur une superficie de 5 000 mètres carrés.
Plusieurs tranchées  d'un ou deux mètres de longueur et de largeuront été creusées à l'intérieur du centre de détention, et un à quatre détenus y étaient déposés, parfois même 8 ou plus.
La cour ouverte de la prison est transformée en espace de torture à ciel ouvert, les prisonniers n'étant que rarement autorisés à l'utiliser comme lieu de rencontre en raison du manque de surveillants.
Le centre de torture était équipé de trois portes principales, dont une porte principale arrière par laquelle les détenus condamnés à mort étaient emmenés. Ils étaient ensuite conduits vers la rivière Isser toute proche, où ils étaient tués et soit inhummés soit jetés dans le crou.s d'eau
La ferme est utilisée pour la torture, et des milliers d'Algériens y ont été témoins de brutalités, qu'ils appartiennent au Front de libération nationale (FLN), à l'Armée de libération nationale (ALN) ou qu'ils soient des citoyens ordinaires. Les tortures et détentions ne cessent qu'après l'annonce du cessez-le-feu le 19 mars 1962 après les accords d'Évian.

## Tortures
Cette ferme agricole est reconvertie en centre de détention et de torture pendant la révolution algérienne, et les moudjahidines y ont été kidnappés et assassinés,.
Les bourreaux dit  « Phénix » et « Scarfo » étaient initialement des Gauleiters, accompagnés de leurs collaborateurs « Mathieu » et « Lenfant », ainsi que d'autres criminels des « Mélives » de Si Mustapha et Zemmouri. Ils étaient dirigés par  les bourreaux « Paternot » et « Reid ».
Après l'indépendance de l'Algérie en 1962, le matériel utilisé par l'armée coloniale française pour torturer les militants algériens est resté en place malgré l'occupation ultérieures de familles qui y ont élu domicile,.
Les camps de concentration comme celui de Gauthier n'ont jamais été répertoriés par les grandes organisations internationales comme la Croix-Rouge, car ils étaient clandestins et seuls les habitants du quartier étaient au courant de leur existence.
Les chefs de ces lieux comme les capitaines Scarfo, Lenfant et Mathieu sont exfiltrés en mars 1962, sur ordre du général Charles Ailleret (1907-1968), et rapatriés en France.
Le harki des gendarmes rouges 1954-1962, un livre publié en 1982 de François Heintz, retrace l'utilisation de la torture à la Ferme Gauthier, et les crimes contre l'humanité commis par le capitaine Scarfo et son équipe,.

## Classification
Des contacts avec les autorités locales de la wilaya de Boumerdès sont pris pour reloger les familles qui y sont hébergées et pour réhabiliter le lieu en musée et mémorial de la révolution algérienne (1954-1962),en hommage aux martyrs ( Shuhada ) qui y ont subi des tortures. 
Il était prévu depuis 2016 que les familles occupant la ferme Gautier soient relogées, car ces familles vivent dans des conditions très difficiles et leur nombre ne cesse d'augmenter.

## Emplacement
Cette ferme est située à proximité des villes de Souk El Had, Thénia et Si Mustapha, et de plusieurs villages adjacents, ainsi que de la rivière Isser et de la route nationale RN5 .

## Détenus notables
- Bouzid Boushaki (né 1935)[21].
- Saïd Hafidh[8].
- Lakhdar Kasraoui[22].
- Mohamed Mechtir (né en 1939)[8].
- Mohamed Zemmouri (né en 1937)[23].
- M'Hamed Gourri[24].
- Rabah Nassi (né en 1934)[8].
- Rabah Rahmoune (né en 1940)[21].

## Bourreaux notables
- Capitaine Scarfo[24].
- Capitaine Phénix[25].
- Capitaine Mathieu[12].
- Capitaine Lenfant[25].
- Georges Paternot.
- Henri Dustou[26],[27]
- Georges Soler[28].
- Jean Reid[12].

## Galerie

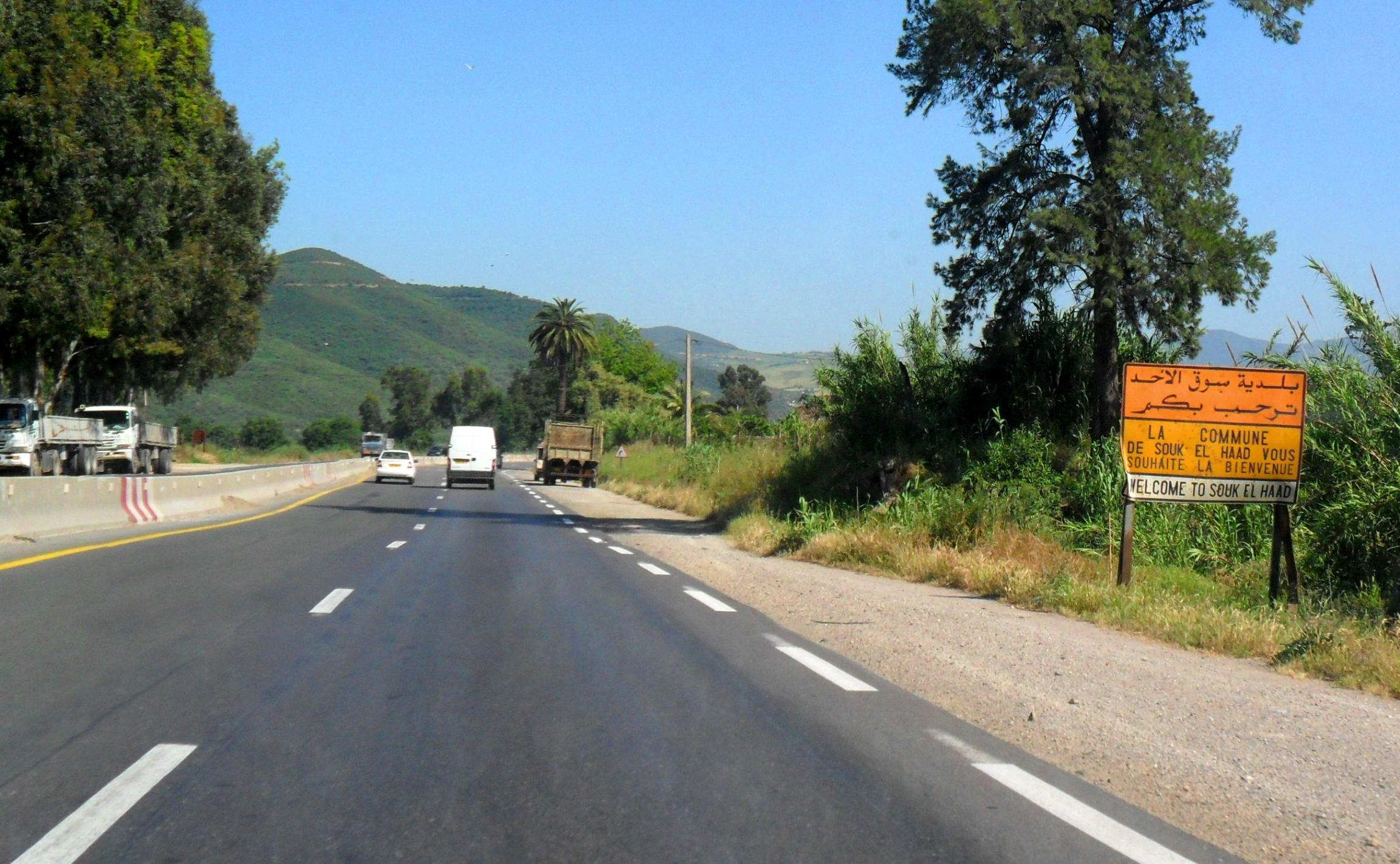
Titouna
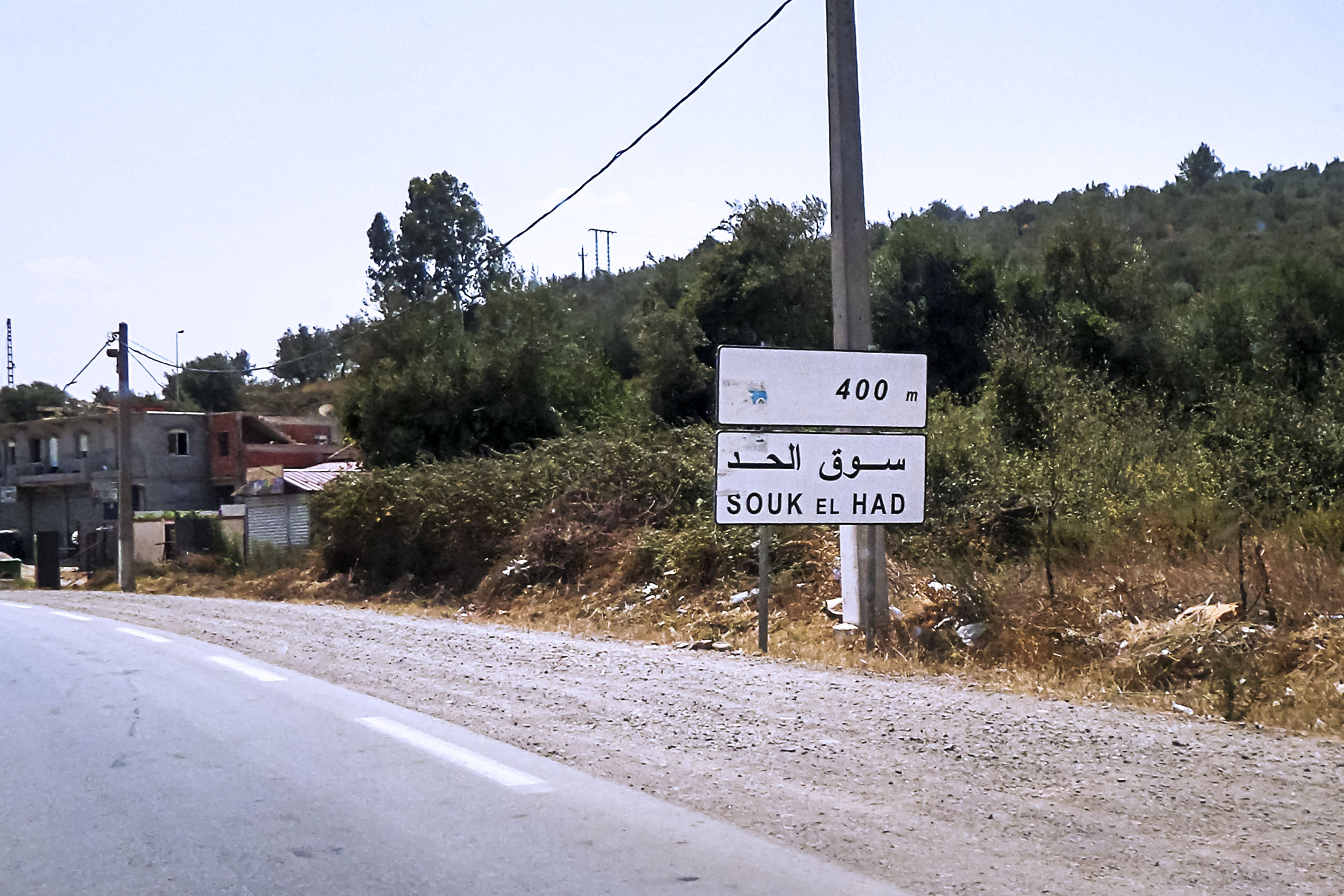
Titouna
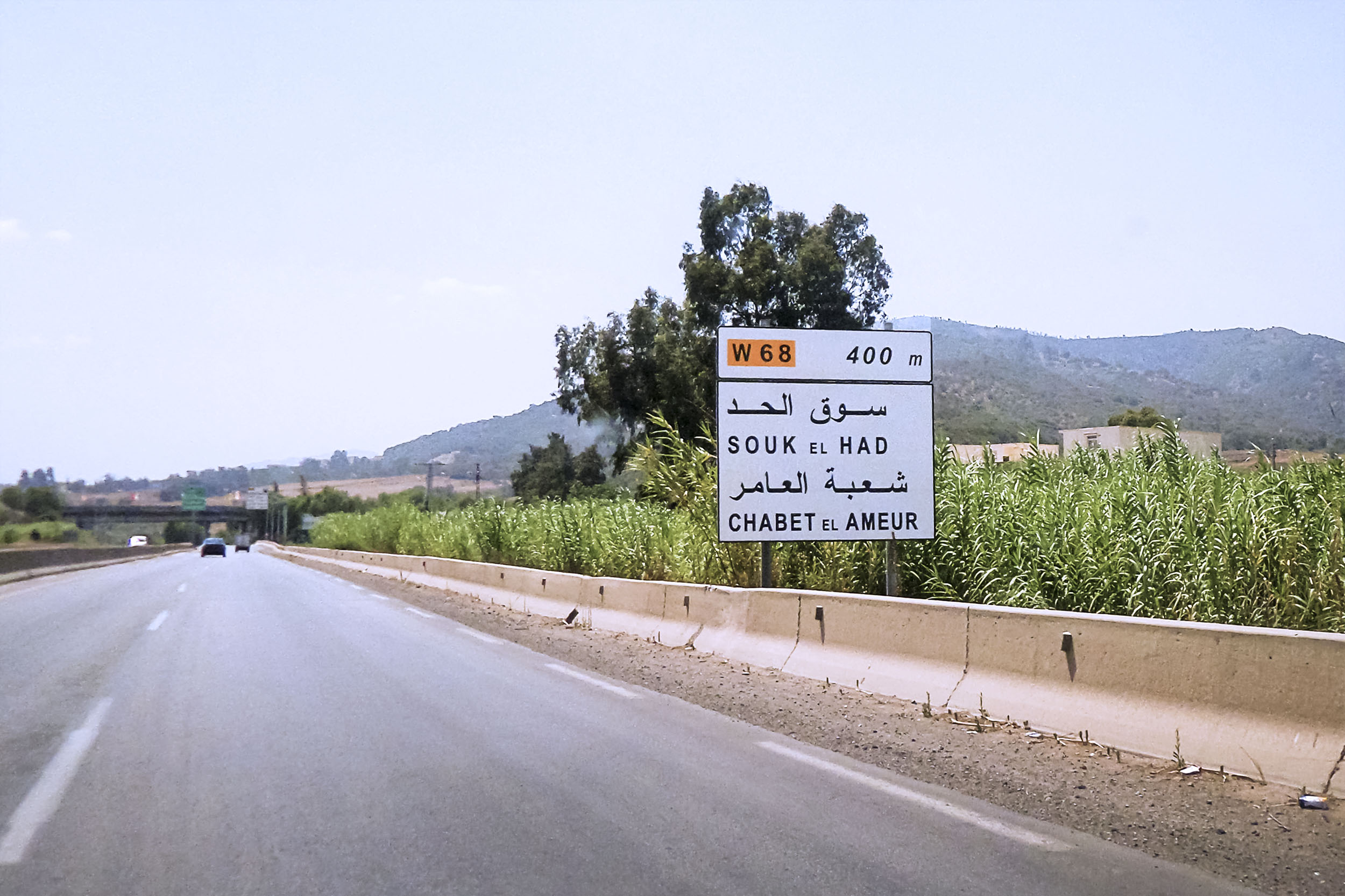
Route de Titouna
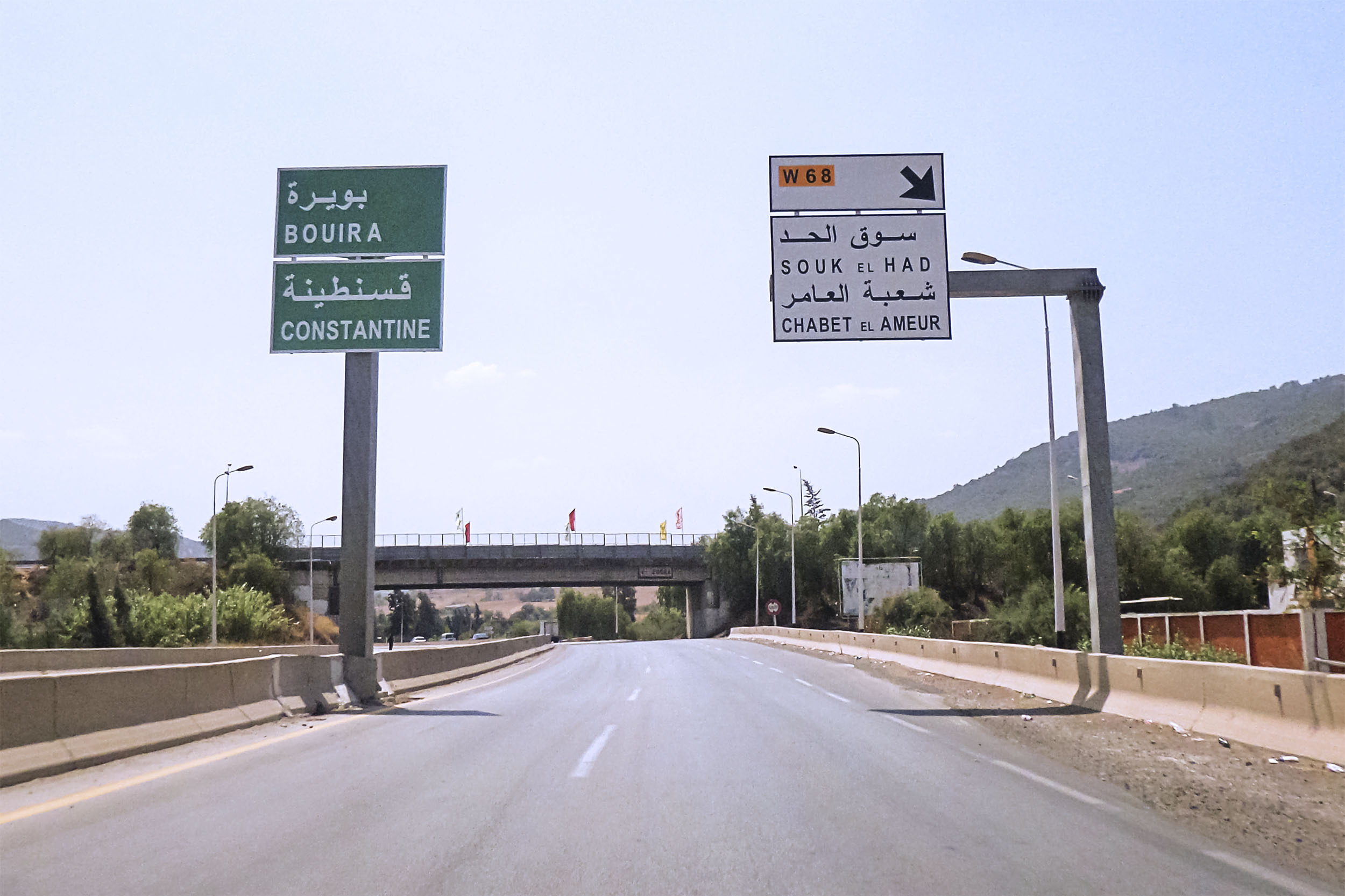
Route de Titouna
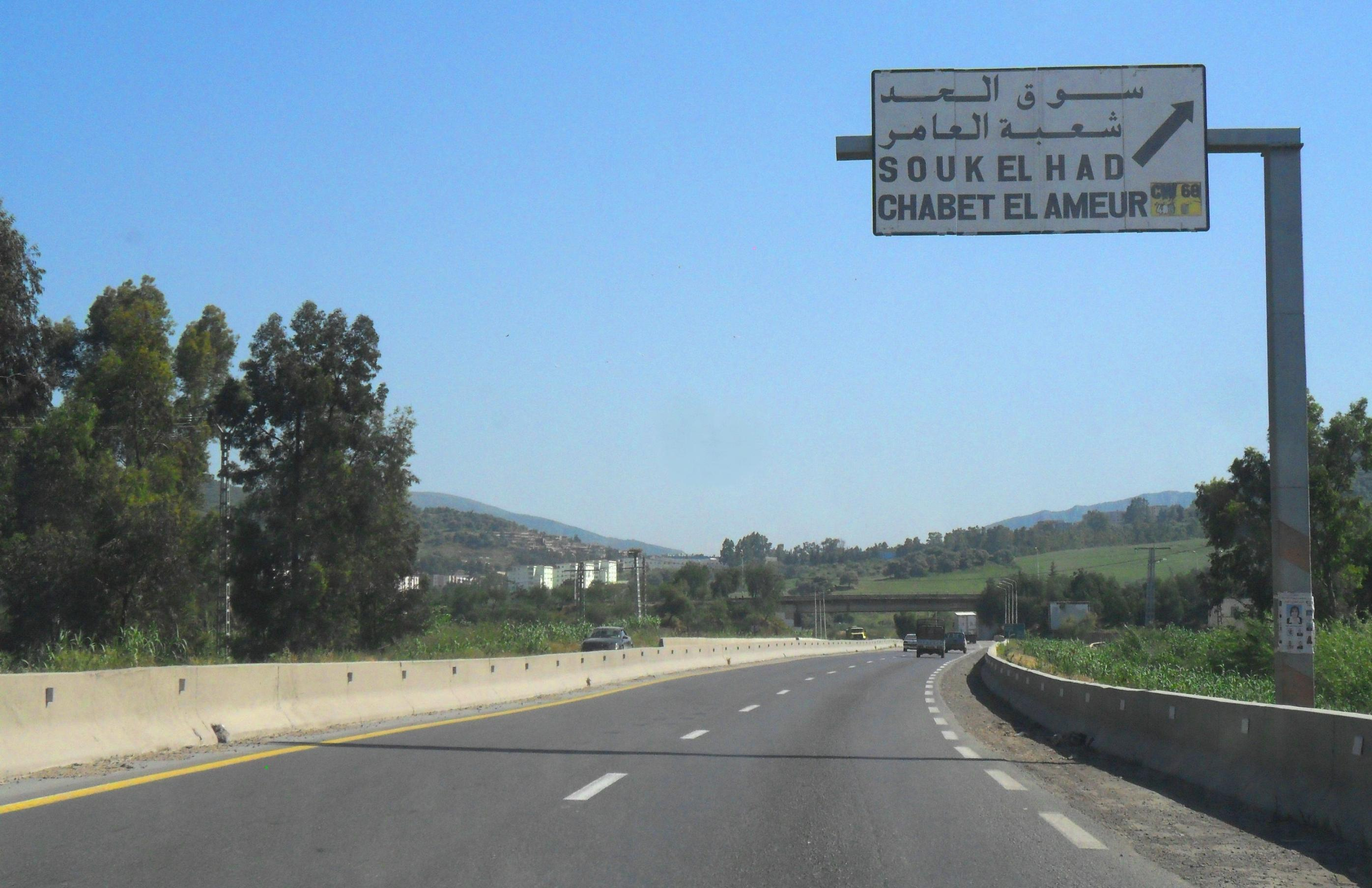
Route de Titouna